# أمين عطوشي
محمد أمين عطوشي، من مواليد 7 يناير 1992 بمدينة الدارالبيضاء المغربية، لاعب كرة قدم مغربي، يلعب حاليا في صفوف نادي العدالة السعودي.

## الألقاب

### الوداد الرياضي
- البطولة: 2015، 2017.
- دوري أبطال أفريقيا: 2017.

## روابط خارجية
- أمين عطوشي على موقع الاتحاد الدولي (مؤرشف)  (الإنجليزية)
- أمين عطوشي على موقع قاعدة بيانات كرة القدم.إي يو (الإنجليزية)
- أمين عطوشي على موقع ناشيونال فوتبول تيمز (الإنجليزية)
- أمين عطوشي على موقع Soccerway.com (الإنجليزية)